# ВУАМЛИН
ВУАМЛИН — Всеукраинская ассоциация научно-исследовательских марксистско-ленинских институтов, также УАМЛИН — Украинская ассоциация марксистско-ленинских институтов. Существовал на Украине в 1931—1936 годах в Харькове, был создан на основе Украинского института марксизма-ленинизма (ВИМЛ 1922—1931).

## История
ВУАМЛИН был создан в июне 1931 года во исполнение резолюции ЦК КП(б)У в которой Всеукраинский институт марксизма-ленинизма (ВИМЛ, 1922—1931) был обвинён в националистических уклонах и расформирован а его место занял ВУАМЛИН. Директором Всеукраинского института марксизма-ленинизма (ВИМЛ) был Николай Скрипник. В 1930 году на этом посту его сменил Александр Шлихтер, он же стал затем председателем ВУАМЛИНa. Николай Скрипник оказался отстранённым от идеологических вопросов. Таким образом один партийный курс был сменён другим.
В систему ВУАМЛИН входило Украинское общество биологов-марксистов.
Организация занималась координацией политического курса, пропагандой и также подготовкой партийных кадров.
По существу ВУАМЛИН был исполнительным органом ЦК КП(б)У в области идеологии.
Из постановления политбюро ЦК КП(б)У «О состоянии и работе Всеукраинской Академии наук» 22 сентября 1933 года:
е) Поручить Культпропу ЦК вместе с фракцией ВУАН представить на
утверждение ЦК проект пополнения состава ВУАН новыми академиками, членами-корреспондентами и научными сотрудниками Выборы провести в октябре-ноябре этого года на сессии ВУАН. Предусмотреть выбор руководящих работников ВУАМЛИНа в члены-корреспонденты и научные сотрудники ВУАН
Одним из результатов деятельности ВУАМЛИHa стало сильное влияние на иделогизацию гуманитарных наук на Украине.
В 1936 году в результате очередной партийной чистки ВУАМЛИН прекратил своё существование.